# スーパーティーチャー 熱血格闘
『スーパーティーチャー 熱血格闘』（ - ねっけつかくとう、原題：大師兄、英題：Big Brother）は、2018年に公開された香港、中国合作映画。監督カム・カーワイ。出演はドニー・イェン、ジョー・チェン、ユー・カンほか。日本公開は2019年11月。2018年、カナダ・モントリオールで開催された第22回ファンタジア国際映画祭クロージング作品。

## 解説
3児の父親でもある主演のドニー・イェンは、子供達を取り巻く教育制度や社会、家庭環境について常々問題意識を持っており、この映画を企画した。しかしあまりにも正面から教育問題を扱うため、当初出資者がなかなか集まらず、自らの制作会社 SUPER BULLET PICTURES と共同プロデューサーであるウォン・ジンの星王朝影視制作が中心となり制作することになった。
生徒役には、ベテラン香港俳優ケント・トン（湯鎮業）の双子の息子であるブルース・トン（湯君慈）とクリス・トン（湯君耀）兄弟や中国の男性アイドルグループ Mr.BIO メンバーのジャック・ロク（駱明劼）、歌手としても活動する香港新鋭女優グラディス・リー（林嘉華）、アンソニー・ウォンが主演男優賞を獲得した『淪落の人』にも出演したゴードン・ラウ（劉朝健）など、映画経験の浅い若手俳優たちがキャスティングされ、学校のシーンは香港・銅鑼湾にある中華基督教會公理高中書院（CCC Kung Lee College）でロケが行われた。
また、アクション監督の谷垣健治をはじめアクション指導に川本耕史を起用し日本のスタントマン達も数多く参加。アクションデザインには「甄家班」の名前がクレジットされている。ロッカールームで戦うMMAチャンピオンには元総合格闘技選手のジェス・リアウディンが演じた。
なお、劇中の挿入歌として、ジェームス・ブラントの Tears and Rain、ルーカス・グラハムの 7 Years が使われている。その他の楽曲についてはサウンドトラックを手掛けたダイ・タイのオリジナル。
そして、アベニュー・オブ・スターズで路上ライブに飛び入りして歌ったのはリッチー・レン（任賢齊）のヒット曲「対面的女孩看過來」である。

## ストーリー
成績不振で大学進学者を出せず補助金を打ち切られる寸前の、香港、タックチー学園の校長室に1人の男が訪ねてきた。前校長の紹介状を持った男はその場で教師として採用される。彼の名前はチョン・ハップ（ドニー・イェン）。そして悪評の高い6－Bの担任をいきなり任されることになる。クラスにはいつも面倒を起こす5人の生徒がいたが、チャン先生は誠実に彼らと向き合い問題を解決する糸口を徐々に見つけてゆくのだった。
そんななか、学園の土地を地上げしようともくろむマフィアの仲間に入り、学校に来なくなった1人の生徒を救おうと、成り行きで総合格闘技の選手を相手に派手に戦うことになる。実はチャン先生はこの学校で過去に騒動を起こして退学した先輩であり、のちにアメリカに渡り海兵隊に入隊した元兵士でもあったのだ。その行動がマスコミに取り上げられ、一躍時の人となった彼はクラスのみならず校内でも信頼を勝ち得たかに見えた。が、ある日、すべてを覆すような事件が起きてしまう。

## 出演
| 役名                                                  | 俳優                                     | 日本語吹替 |
| ----------------------------------------------------- | ---------------------------------------- | ---------- |
| チャン・ハップ （陳俠）                               | ドニー・イェン （甄子丹）                | 大塚芳忠   |
| リョン先生 （梁穎心）                                 | ジョー・チェン （陳喬恩）                | 水樹奈々   |
| クワン・カイチン （關啓程）                           | ブルース・トン （湯君慈）                | 比上孝浩   |
| クワン・カイイン （關啓賢）                           | クリス・トン （湯君耀）                  | 比上孝浩   |
| レイ・ワイチョン （李偉聰）                           | ジャック・ロク ルオ・ミンチエ （駱明劼） | 峰晃弘     |
| ウォン・ダッナン （王得男）                           | グラディス・リー （李靖筠）              | 小若和郁那 |
| ホン・ジョウファ （項祖發）                           | ゴードン・ラウ （劉朝健）                | 竜門睦月   |
| クワン兄弟の父 （關父）                               | フェリックス・ロク （駱應鈞）            |            |
| ロー・ギンイン （羅健英）                             | ユー・カン （喩亢）                      | 阪本浩之   |
| MMAチャンピオン、デビッド・ジョーンズ （David Jones） | ジェス・リアウディン （Jess Liaudin）    |            |
| 少年時代のチャン・ハップ （少年陳俠）                 | リン・チウナン （林秋楠）                |            |
| 少年時代のロー・ギンイン （少年羅健英）               | ウェン・チー （文志）                    |            |
| ダッナンの父 （得男父）                               | ビリー・ロウ （樓南光）                  |            |
| タックチー学園ラム校長 （德智中學校長、林國強）       | ドミニク・ラム （林嘉華）                |            |
| 前校長フォン・シュウイエン （前校長、方樹人）         | ボウイ・ウー （胡楓）                    |            |
| 教育局局長                                            | アルフレッド・チョン （張堅庭）          |            |
| バン先生 （Ben Sir）                                  | ベンジャミン・オー （歐陽偉豪）          |            |
| ワイチョンの祖母 （李祖母）                           | リー・フォン （李楓）                    |            |

## スタッフ
- 監督：カム・カーワイ（闞家偉）
- アクション監督：谷垣健治
- スタントコーディネーター：川本耕史
- アクションデザイン：甄家班
- スタント：田中信彦、田之上生海、渡邊大貴、川本直弘、稲留正樹、後藤健、柚木崎義隆、福島徹、荒川真、大隅一哉、富田稔 ほか
- カースタントコーディネーター：マーティン・チョン（張家峰）
- 脚本：チェン・タイリ（陳大利）
- 撮影：ジャム・ヤウ（邱忠業）、ウォン・マンノク（黃文諾）
- 編集：リー・カーウィン（李嘉榮）
- 美術: リー・ツーフォン（李子豐）
- 音楽：ダイ・タイ（戴偉）
- 衣裳：シルヴァー・チャン（張世宏）、オイリー・リョン（梁鈺靄）
- 字幕翻訳：本多由枝
- 吹替翻訳：藤原恵子
- 吹替演出：市来満